# Tsukigata (Hokkaido)
Tsukigata (jap. 月形町 Tsukigata-chō) – miasto w Japonii, w prefekturze Hokkaido, w podprefekturze Sorachi. Według danych na rok 2020 miejscowość zamieszkiwało 3 691 mieszkańców , a gęstość zaludnienia wyniosła 24,5 os./km².